# هربیمیسین
هربیمیسین (به انگلیسی: Herbimycin) با فرمول شیمیایی C30H42N2O9 یک ترکیب شیمیایی با شناسه پاب‌کم 14915 است. که جرم مولی آن ۵۷۴٫۶۶ گرم بر مول می‌باشد. 